# Riccia hortorum
Riccia hortorum là một loài rêu trong họ Ricciaceae. Loài này được Bory ex Lindenb. mô tả khoa học đầu tiên năm 1837.